# 知西別岳
知西別岳（ちにしべつだけ）は、北海道羅臼町と斜里町とにまたがる知床半島の山である。標高は1,317m。

## 特徴
第四紀の20万年 - 10万年前に活動した安山岩質の成層火山である。知西別岳の南側では底径650m、比高100mの溶岩ドームの西半部が崩壊している。整備された登山道は無い。

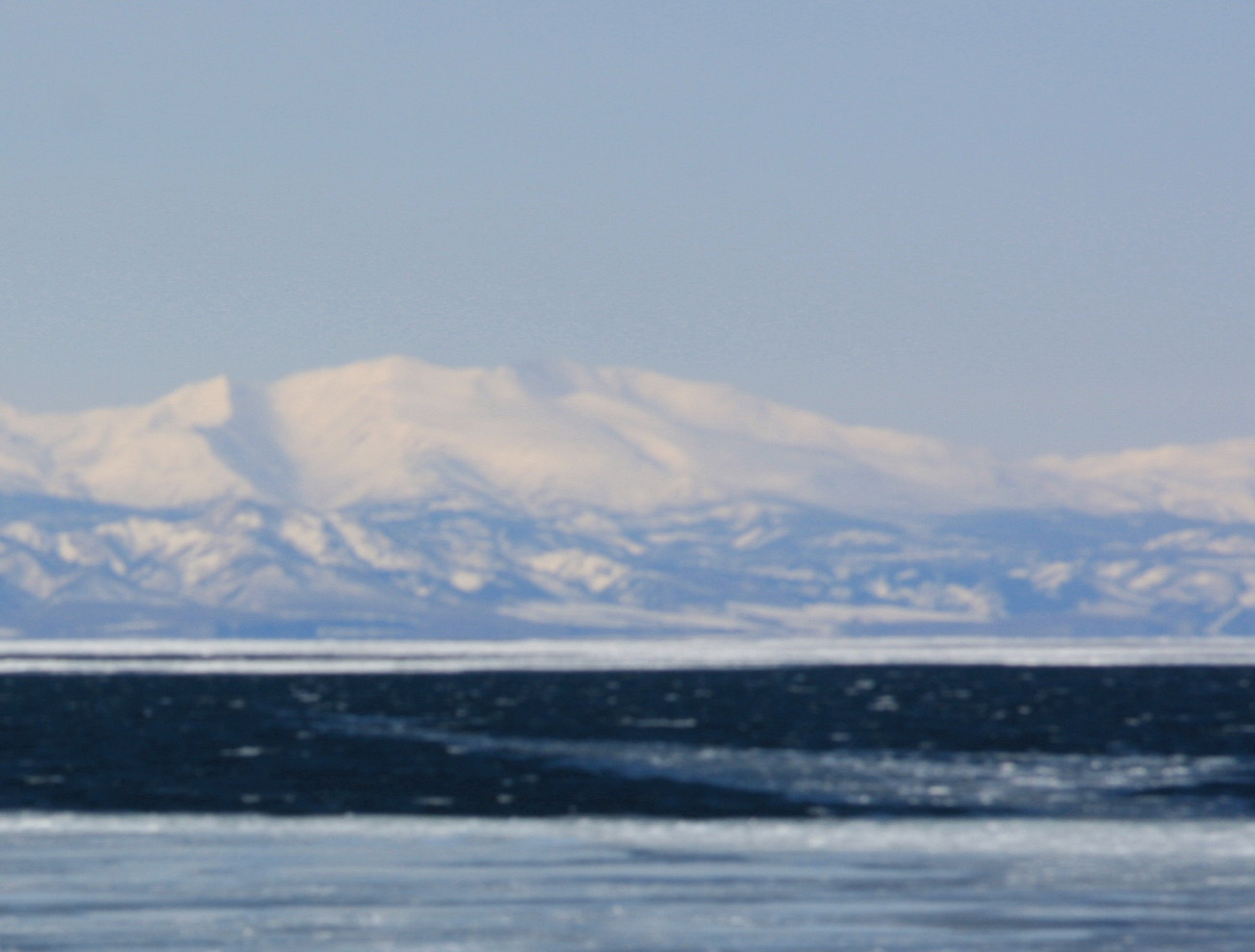
南南東から